# گاه‌شماری ملی هند
گاه‌شماری ملی هند (گاهی گاه‌شماری شالیواهانا شاکا خوانده می‌شود)، گاه‌شماریست که به عنوان تقویم رسمی داخلی در هند مورد استفاده است. لازم است ذکر شود، این گاه‌شماری در کنار گاه‌شماری گرگوری که مورد استفاده روزنامه‌های رسمی، رادیوها و مکاتبات رسمی دولت هند مورد استفاده قرار می‌گیرد، استفاده می‌گردد.
گاه‌شماری ساکا به‌طور مبهمی از گاه‌شماری هندو ناشی شده‌است. در گاه‌شماری‌های دیگر هند نیز معمولاً از گاه‌شماری ساکا استفاده شده‌است.
اساس باور تاریخ این تقویم به دوران شالیواهانا (شالیواهانا شاکا)، بر می‌گردد که آغاز تأسیس امپراتوری توسط قهرمان افسانه‌ای شالیواهانا بود.

## ساختار گاه‌شمار
|    | نام ماه  | طول ماه | روز آغاز ماه (براساس گاه‌شماری گرگوری) |
| ۱  | چَیتره    | ۳۰/۳۱   | ۲۱/۲۲ مارس*                           |
| ۲  | ویشاکهه  | ۳۱      | ۲۱ آوریل                              |
| ۳  | جییشته   | ۳۱      | ۲۲ مه                                 |
| ۴  | آشادهه   | ۳۱      | ۲۲ ژوئن                               |
| ۵  | شِراوَنَه   | ۳۱      | ۲۳ ژوئیه                              |
| ۶  | بـِهادْرَه  | ۳۱      | ۲۳ اوت                                |
| ۷  | آشوین    | ۳۰      | ۲۳ سپتانبر                            |
| ۸  | کارتیکه  | ۳۰      | ۲۳ اکتبر                              |
| ۹  | اَگرَهَیَنَه  | ۳۰      | ۲۲ نوامبر                             |
| ۱۰ | پاوشه    | ۳۰      | ۲۲ دسامبر                             |
| ۱۱ | ماگهه    | ۳۰      | ۲۱ ژانویه                             |
| ۱۲ | پهالگونه | ۳۰      | ۲۰ فوریه                              |

در سال‌های کبیسه، چَیتره ۳۰ روز و برابر با ۲۱ مارس آغاز می‌شود. در گاه‌شماری ساکا، با در نظر گرفتن حرکت آهسته خورشید از میان دائرةالبروج در این زمان از سال، طول ماه‌ها در نیمه نخست سال ۳۱ روز است.

نام ماه‌های گاه‌شماری ساکا، مشتق شده از یک گاه‌شمار قدیمی هندو به نام گاه‌شماری شمسی–قمری است. البته املا و تلفظ نام ماه‌ها در دو تقویم متفاوت است. سال‌های این گاه‌شماری، براساس مبدأ ساکا، از سال صفر آغاز می‌شوند. سال صفر در مبدأ ساکا، برابر با سال ۷۸ میلادی است. برای محاسبه کبیسه بودن سالی در گاه‌شماری ساکا، کافیست عدد ۷۸ را عدد سال مورد نظر جمع کنید. اگر حاصل جمع سالی کبیسه در گاه‌شماری گریگوری بود، به همان صورت سال ساکایی که با ۷۸ جمع شد نیز سالی کبیسه است.

## رواج
گاه‌شماری ساکا، در سال ۱۹۵۷ بدست کمیته اصلاح گاه‌شماری، که خود بخشی از نشریه اطلاعات گاه‌شماری نجومی و دریایی هند بود، پیشنهاد شد. این کمیته دارای داده‌های بسیاری در مورد نحوه محاسبه زمان‌ها در گاه‌شماری هندو بود. اگر چه آغاز استفاده اداری گاه‌شماری ساکا در هند، روز ۱ چیتره سال ۱۸۷۹ از مبدأ ساکا، برابر با ۲۲ مارس ۱۹۵۷ میلادی بوده‌است، ولیکن دولت هند، روز سال نو این گاه‌شماری را برای حمایت از گاه‌شماری هندو نادیده انگاشته‌است.